# Lycaena japhetica
Lycaena japhetica är en fjärilsart som beskrevs av Yuri P. Nekrutenko och Effendi 1983. Lycaena japhetica ingår i släktet Lycaena och familjen juvelvingar. Inga underarter finns listade i Catalogue of Life.